# Johann Raimund von Lamberg
Johann Raimund von Lamberg (* 28. April 1662 in Salzburg oder Laufen; † 6. April 1725 in Tulln) war Bischof von Aulon und Weihbischof in Passau.

## Leben
Johann Raimund Guidobald Graf von Lamberg war ein Sohn des 1667 in den Reichsgrafenstand erhobenen fürstlich Salzburgischen Hofrates Johann Raimund II. von Lamberg-Greifenfels, aus der Ehe mit Anna Justina von Dietrichstein († 28. April 1662), die am Tag seiner Geburt starb.
Nach einem kurzen Studium der Rechtswissenschaften schlug er die militärische Laufbahn ein und nahm als kaiserlicher
Rittmeister sechs Jahre lang an den ungarischen Türkenkriegen unter dem General Christoph Wilhelm von Harrant teil. Nach Salzburg zurückgekehrt, ernannte ihn Erzbischof Max Gandolf von Kuenburg zum Hofrat und Kämmerer. Da er sich auf dieser Position nicht wohlfühlte, trat Lambach 1687 als P. Rupert in Meran in den Kapuzinerorden ein. Am 23. September 1691 in Wien zum Priester geweiht, feierte er im selben Jahr in Salzburg seine erste Messe und war dann 14 Jahre als Prediger tätig. Am 9. Mai 1701 wurde er zum Passauer Weihbischof in Niederösterreich ernannt und am 8. September 1701 von seinem Onkel 3. Grades, Kardinal Johann Philipp von Lamberg-Steyr (1651–1712), seit 1689 Fürstbischof von Passau, zum Bischof von Aulon in Makedonien geweiht. Als Dotation erhielt er die Pfarre Tulln, die er aber von Vikaren versehen ließ. Die Bischofsernennung war eine Gegenleistung für die Übertragung der Tiroler Güter, darunter Kitzbühel und das Schloss Münichau, des Familienzweigs Lambach-Greifenfels an den Fürstbischof und damit an die fürstliche Linie Lambach-Steyr.
Auf Johann Raimund von Lamberg geht die Gründung des Kapuzinerklosters Kitzbühel zurück (2002 geschlossen), dessen Hauptstifter sein noch vor der Fertigstellung des Klosterbaues gestorbener Vater (als Herrschaftsinhaber) gewesen war. Am 8. Oktober 1702 weihte er die neugebaute Klosterkirche und spendete am Nachmittag in Kitzbühel das Firmungssakrament. Da die Konsekration von P. Rupert vorgenommen werden sollte, hatte man dafür bis nach seiner Bischofsweihe gewartet.
Johann Raimund wurde offenbar von seinem Onkel und anfangs auch von dessen Nachfolger Graf Rabatta mehr zu politischen und diplomatischen Zwecken eingesetzt denn als Weihbischof, u. a. beim Reichstag in Regensburg (Januar 1713 bis Mai 1714). Die zwangsläufige Folge war eine Vernachlässigung der bischöflichen Pflichten. Das Aussetzen der Firmungen über längere Zeiträume führte schließlich dazu, dass Massenfirmungen mit mehreren tausend Personen vorgenommen werden mussten. An Kirchweihen sind die der Institutskirche der Englischen Fräulein in St. Pölten 1718 und der Schlosskapelle von Hirschbach am 19. August 1723 bekannt. Altarweihen führte er bei den Franziskanern in Neulengbach und 1722 in der Pfarrkirche von Ybbs durch. 1721 infulierte er den neugewählten Propst des Chorherrenstifts Herzogenburg, Leopold von Planta.
Bischof Johann Raimund starb 1725 in Tulln an der Wassersucht und wurde auf seinen Wunsch hin im Kapuzinerhabit in der Gruft der Kapuzinerkirche beigesetzt. Nach der Aufhebung des Konvents 1787 wurde die Gruft aufgelöst und die Gebeine der dort Bestatteten in einem Massengrab auf dem neuen Stadtfriedhof beigesetzt.